# Rata, Jovkva
Rata (în ucraineană Рата) este un sat în comuna Ricikî din raionul Jovkva, regiunea Liov, Ucraina.

## Demografie
Componența lingvistică a localității Rata
     Ucraineană (95,15%)
     Alte limbi (0,47%)
Conform recensământului din 2001, majoritatea populației localității Rata era vorbitoare de ucraineană (95,15%), existând în minoritate și vorbitori de polonă (4,38%).